# Blair Witch (pel·lícula)
Blair Witch és una pel·lícula de terror sobrenatural de metratge apropiat del 2016 dirigida per Adam Wingard i escrita per Simon Barrett. És la tercera pel·lícula de la sèrie Blair Witch i una seqüela directa de la pel·lícula de 1999 El projecte de la bruixa de Blair, mentre que ignora els esdeveniments de la seva pel·lícula de seguiment del 2000 Book of Shadows: Blair Witch 2, donats els esdeveniments de aquesta pel·lícula és una pel·lícula dins d'una pel·lícula. És protagonitzat per James Allen McCune, Callie Hernandez, Brandon Scott, Corbin Reid, Valorie Curry i Wes Robinson. La pel·lícula segueix un grup d'estudiants universitaris i els seus guies locals que s'aventuren al bosc de Black Hills a Maryland per descobrir els misteris que envolten la desaparició anterior de Heather Donahue, la germana d'un dels personatges.
El desenvolupament de la pel·lícula va començar el setembre de 2009, quan els creadors de la franquícia Daniel Myrick i Eduardo Sánchez van anunciar la seva intenció de produir una tercera pel·lícula Blair Witch. La pel·lícula va ser una seqüela de la primera pel·lícula, podria contenir els actors de la primera pel·lícula en algun context, i no es referiria a cap dels esdeveniments del Book of Shadows. El 2011, Sánchez va remarcar que el desenvolupament d'una seqüela depenia d'aconseguir que Lionsgate Films aprovés la idea i que el seu horari i el de Myrick coincidís. La pel·lícula va entrar a l'infern del desenvolupament, i més tard el guió es va deixar de banda. El 2013, una tercera pel·lícula de Blair Witch va tornar a estar en converses, amb Wingard i Barrett contractats per treballar en un nou guió. Inicialment, la connexió de la pel·lícula amb la franquícia Blair Witch es va mantenir en secret, ja que la pel·lícula s'havia rodat amb el títol fals The Woods. El veritable títol de la pel·lícula es va revelar a la San Diego Comic-Con de 2016.
Blair Witch es va estrenar a la Comic-Con de San Diego el 22 de juliol de 2016 i es va projectar al Festival Internacional de Cinema de Toronto l'11 de setembre, abans de ser estrenada a les sales el 16 de setembre per Lionsgate Films. La pel·lícula va rebre crítiques diverses, i els crítics la van assenyalar com una millora de Book of Shadows, tot i que van criticar la seva escriptura i els seus efectes especials. La pel·lícula va recaptar 45,2 milions de dòlars amb un pressupost de 5 milions de dòlars.

## Argument
El 2014, James Donahue troba un vídeo a YouTube que conté una imatge d'una dona que creu que és la seva germana Heather, que va desaparèixer el 1994 prop de Burkittsville (Maryland) mentre investigava la llegenda de la Blair Witch. Amb ganes d'esbrinar la veritat, viatja al bosc amb l'amic Peter Jones, la xicota de Peter Ashley Bennett i l'estudiant de cinema Lisa Arlington, que vol filmar la recerca de James com un documental, The Absence of Closure. Els locals Talia i Lane, que havien penjat el vídeo a YouTube, diuen que mostraran al grup la ubicació de la cinta només si es poden unir.
Ashley es lesiona el peu mentre travessa un riu. En instal·lar el campament per a la nit, Lane i Talia discuteixen la desaparició de Heather i la seva tripulació, els assassinats de Rustin Parr de 1940–41 i altres fets misteriosos, que atribueixen a la bruixa de Blair. Lane explica que la bruixa no havia estat abandonada en un arbre per morir, sinó que l'havia lligada molt amunt amb peses a les seves extremitats per actuar com un bastidor de tortura improvisat.
Es produeixen sorolls estranys durant la nit. Tothom es desperta a les 2 de la tarda. i veu estranyes figures de pal penjant dels arbres. Quan la Lisa va notar un fil a la motxilla de Lane, ell i la Talia admeten haver creat les figures per convèncer-los de creure en la maledicció. Tanmateix, no poden donar explicacions sobre els incidents anteriors. Enfadats per les seves mentides, James i els seus associats desterren a Lane i Talia del grup i se'n van del bosc.
Després d'hores caminant, els quatre han tornat al seu càmping original. El peu ferit d'Ashley i la salut general han empitjorat, cosa que obliga el grup a romandre al lloc. La Lisa pilota un dron per obtenir la seva ubicació, però des del seu punt de vista no veuen cap sortida del bosc. Quan en Peter inspecciona el peu d'Ashley, la ferida s'espasma, indicant un potencial paràsit a l'interior. En Peter marxa a recollir llenya abans de ser perseguit per una entitat desconeguda. Un arbre li cau al damunt i se l'arrossega fora de la pantalla.
Lane i Talia apareixen, dient que porten cinc dies vagant sense sortir el sol. Lane, creient que el campament és una al·lucinació, fuig i deixa enrere a la Talia, desordenada i voraç. La Lisa i el James es desperten a les 7 a.m., veient que encara és fosc fora i que s'han enfilat figures de pal més grans al campament. La Talia veu els seus cabells lligats a una de les figures. Ashley l'acusa d'haver-los fet i trenca la figura per la meitat; La Talia es trenca per la meitat. Una força invisible aixeca la seva tenda al cel i el grup es separa.
L'Ashley s'enfila a un arbre per recuperar el dron, però és empès i cau a terra. Una entitat desconeguda l'arrossega. Comença una tempesta de pluja. La Lisa i en James s'ensopeguen amb la casa de Rustin Parr, tot i que James va dir que havia estat cremada. James, pensant que sent els crits de la Heather a dins, entra sense la Lisa. Persegueix una figura desordenada que es teletransporta, creient que és Heather; després que desapareix, s'atrinxera.
La Lisa, aterrida després de veure una criatura alta, pàl·lida i de llargues extremitats, corre dins de la casa. Un carril hostil la atrapa en un túnel, insistint que escolta el que "ella" li diu. Després que la Lisa escapa, Lane l'ataca i ella l'apunyala i el mata. La criatura surt del túnel i la persegueix. Corre cap a l'àtic amb la càmera de vídeo de Lane, passant per davant d'un mirall que mostra a Heather, revelant que la cinta trobada per Lane estava sent gravada per Lisa, creant un vídeo de paradoxa que els va atraure a tots cap al bosc.
Es retroba amb James a l'àtic mentre una llum brillant brilla des de fora de l'edifici. James li diu a la Lisa que s'enfronti a la cantonada, disculpant-se frenèticament abans que alguna cosa entri a l'habitació. L'ésser enganya a James, utilitzant la veu de Heather per fer-lo girar i desapareix de la vista. La Lisa s'adona que mirar la criatura assegurarà la seva mort, així que utilitza la càmera de vídeo de Lane per mirar darrere d'ella. Albira la criatura darrere d'ella i comença a caminar cap enrere. La criatura utilitza la veu d'en James, dient: "Lisa, ho sento molt" i la Lisa es gira, immediatament se l'arrabassa. La seva càmera de vídeo cau a terra i s'apaga.

## Repartiment
- James Allen McCune com a James Donahue
- Callie Hernandez com a Lisa Arlington
- Brandon Scott com a Peter Jones
- Corbin Reid com Ashley Bennett
- Valorie Curry com a Talia
- Wes Robinson com a Lane

## Producció

### Desenvolupament
Mentre promocionava V/H/S/2 (2013) al Festival de Cinema de Sundance, el director Adam Wingard i l'escriptor Simon Barrett es va trobar amb Eduardo Sánchez, codirector d' El projecte de la bruixa de Blair (1999) i el productor Gregg Hale, i els va preguntar per què no hi havia més pel·lícules de Blair Witch. Encara que no va sortir res de la reunió en aquell moment, uns mesos més tard, a Wingard i Barrett se'ls va demanar que es reunís amb Lionsgate Films per treballar potencialment en un projecte secret. Barrett va recordar que, a la reunió inicial, Lionsgate ja havia dissenyat una història per a una nova pel·lícula de Blair Witch, i simplement va preguntar si serien interessats a fer-la. Barrett va dir que "l'únic que vaig presentar realment van ser els altres personatges; originalment havien concebut la pel·lícula com més semblant a la primera pel·lícula, seguint la seva narrativa bastant de prop, amb només tres o quatre personatges, crec, però en volia més personatges per donar-nos més seqüències de por, també volia una dinàmica única dins del grup des del principi, així que vaig plantejar la idea de presentar alguns locals de Burkittsville al grup".
Barrett assenyalarà més tard que l'equip va trobar el gènere metratge apropiat més difícil, ja que només han treballat anteriorment amb ell a les antologies V/H/S. Barrett va assenyalar que amb la sèrie V/H/S hi havia un valor d'entreteniment inherent, on els segments "mai no estaven pensats per sentir-se completament reals", un element que no va funcionar per la sèrie Blair Witch. Parlant sobre el tema a Bloody Disgusting, Barrett va dir que "encara que els nostres ensurts no van funcionar a V/H/S, esperem que la gent encara s'entretingués, i si no ho fos, bé, en uns minuts començaria un altre curt"; ha afegit que si un ensurt no funcionava a Blair Witch, "no tindríem res en què recórrer, només hauríem fracassat completament i públicament". Per evitar que això succeís, Barrett i Wingard van analitzar àmpliament cada "ensurt" per descobrir per què feia por i com hi reaccionaria el públic. Per a algunes seqüències, es van provar diversos enfocaments de manera diferent, per oferir-los opcions a la sala d'edició.

### Rodatge
La fotografia principal va tenir lloc a la primavera de 2015, en un conjunt de boscos de la Columbia Britànica al Canadà. Les escenes que tenien lloc a la famosa Blair Witch House es van rodar en un escenari sonor on la casa va ser totalment reconstruïda.

### Connexions ambEl projecte de la bruixa de Blair
Abans de l'estrena de la pel·lícula a la San Diego Comic-Con de 2016, el fet que la pel·lícula fos una seqüela de Blair Witch continuava sent un secret ben guardat, ja que la pel·lícula es va rodar sota el títol The Woods. Segons el guionista de la pel·lícula, Barrett, el secret de la pel·lícula es va fer per evitar la reacció entre els comentaristes d'Internet, que els cineastes consideraven que reaccionaria negativament a la notícia d'un reinici.
Abans de l'estrena oficial, Lionsgate va arribar a publicar un tràiler de la pel·lícula que incorporava imatges reals, tot mantenint el llinatge de la pel·lícula en secret. La pel·lícula encara era coneguda públicament com The Woods fins i tot a la Comic-Con, abans de la seva primera projecció, io9 va informar que el cinema inicial de la projecció estava ple de pòsters per a la pel·lícula falsa. Després de la projecció (durant la qual el públic es va adonar que la pel·lícula era una seqüela), tot el material promocional del cinema es va canviar per reflectir el títol real de la pel·lícula.

## Estrena
Blair Witch es va estrenar a la Comic-Con de San Diego el 22 de juliol de 2016 i es va projectar al Festival Internacional de Cinema de Toronto l'11 de setembre, abans de ser estrenada a les sales el 16 de setembre per Lionsgate Films.

## Recepció

### Taquilla
Blair Witch va recaptar 20,8 milions de dòlars a Amèrica del Nord i 24,4 milions de dòlars a altres territoris, per un total mundial de 45,2 milions de dòlars, enfront d'un pressupost de producció de 5 milions de dòlars.
Als Estats Units i al Canadà, la pel·lícula es va estrenar el 16 de setembre de 2016 i es va projectar inicialment que ingressaria almenys 20 milions de dòlars amb la possibilitat d'aconseguir fins a 26 milions de dòlars el cap de setmana d'obertura, des de 3.121 sales. Les expectatives de Lionsgate eren però més conservadores, amb una obertura projectada de 15 a 18 milions de dòlars, tot i que els estudis rivals prediuen xifres significativament més altes, i van assenyalar com les pel·lícules de terror van tenir actuacions sòlides al llarg del 2016, inclosa No apaguis mai el llum, L'expedient Warren: El cas Enfield, The Purge: Election Year, Infern blau i Don't Breathe. Després d'haver recaptat 765.000 dòlars de les seves previsualitzacions de dijous i 4,1 milions de dòlars el primer dia, les projeccions d'obertura es van reduir a 10 milions de dòlars. Va acabar recaptant 9,7 milions de dòlars el cap de setmana d'obertura, per sota de les expectatives i el cap de setmana d'obertura més baix de la sèrie. La pel·lícula va ser considerada una decepció de taquilla pels analistes. La pel·lícula es va estrenar dia i data a molts països juntament amb el seu debut nord-americà.
La producció de la pel·lícula va costar 5 milions de dòlars, amb 20 milions addicionals invertits en costos de promoció, publicitat i màrqueting.

### Resposta crítica
Blair Witch va rebre crítiques diverses, i els crítics la van assenyalar com una millora de Book of Shadows mentre criticaven l'escriptura i els efectes especials. A Rotten Tomatoes, la pel·lícula té una puntuació d'aprovació del 38% basada en 226 ressenyes, amb una puntuació mitjana de 5,30/10 . El consens crític del lloc diu: "Blair Witch fa un bon grapat d'ensurts efectius, però a part d'alguns nous girs, ofereix principalment una repetició popular de la primera pel·lícula original i molt més memorable". A Metacritic, la pel·lícula té una puntuació mitjana ponderada de 47 sobre 100, basada en 41 ressenyes. El públic enquestat per CinemaScore va donar a la pel·lícula una nota mitjana de "D+" en una escala de A+ a F.  Segons Joey Nolfi d’Entertainment Weekly, mentre que Blair Witch es considera generalment com a millora respecte a Book of Shadows: Blair Witch 2, "els espectadors i periodistes de cinema van dir essencialment [Blair Witch] que es quedés a la cantonada... ressenyes crítiques i enquestes de sortida del públic. .. segueixen sent alguns dels pitjors de qualsevol versió del 2016 fins ara".
Michael Roffman de Consequence of Sound va escriure que "res [sobre la pel·lícula] no fa por, res no és remotament inquietant, i hi ha aquesta familiaritat avorrida en els procediments, és a dir, perquè és més o menys un ritme remake de l'original". Leslie Felperin de The Hollywood Reporter va criticar la pel·lícula, comentant que és "un recauxutament avorrit en lloc d'una reinvenció completa", ampliant els números de repartiment aquesta vegada però mantenint els mateixos ritmes bàsics. Scott Tobias de GQ va considerar que els creadors de Blair Witch van prendre una mala decisió fent que la pel·lícula fos menys subtil que l'original. Thomas Simpson de Rock River Times va dir que la pel·lícula "no té cap ensurt real" i que, després de veure-la, "no hauríeu de tenir cap problema per apagar la llum a la nit".
Josh Kurp d’Uproxx va donar a la pel·lícula una crítica mixta, dient que "Blair Witch fa por, però li falta sorpresa, i sense sorpresa, et quedes amb un munt de gent una mica molesta tremolosa filmant-se vagant pel bosc i reaccionant als sorolls forts". Mark Kermode va donar a la pel·lícula tres de cada cinc estrelles en una ressenya de The Guardian, anomenant-la eficient però poc aventurera. Jordan Hoffman de Vanity Fair va considerar que la pel·lícula era inferior a Tu ets el següent, una pel·lícula anterior de Wingard i l'escriptor Simon Barrett, i va dir de Blair Witch que els "salts de pors [se'n] fer una nit divertida al cinema, però és com picar les hamburgueses de White Castle, quan aquest equip creatiu ens ha servit prèviament una costella bona".
Per contra, el ressenyador d'IGN Chris Tilly va declarar que Blair Witch és "tan bona que et farà oblidar que el Book of Shadows va passar mai". Mark Eccleston de Glamour va escriure que la pel·lícula té "ensurts genuïns i discordants... i un final inquietant sorpresa que fa que valgui la pena acudir al multiplex més proper per fer-te espantar de merda". Brad Miska de Bloody Disgusting, que abans havia produït la pel·lícula V/H/S que va codirigir Wingard, va ser positiva per a la pel·lícula i li va donar una puntuació de 4,5 sobre cinc, i la va incloure a la seva llista de les "Millors pel·lícules de terror del 2016".

## Banda sonora
La banda sonora es va publicar el 16 de setembre de 2016 a través de Lakeshore Records, simultàniament amb l'estrena de la pel·lícula. La partitura va ser composta pel director Wingard i produïda pel productor de música electrònica Robert Rich.
1. "Black Hills Forest"
2. "Rustin Parr"
3. "Camp Fire"
4. "Panic Attack"
5. "Blair Witch"
6. "Lane and Talia"
7. "The Project"
8. "Invocation of Evil"
9. "No Trespassing"
10. "The House in the Woods"

Música addicional
1. "Hakmarrja" – N.K.V.D[34][35]
2. "Pagan Dance Move" – Arnaud Rebotini[34][35]
3. "Rien à Paris" – Liz & László[34][35]

## Futur
L'abril de 2022, Lionsgate va anunciar que estaven considerant un reinici de la sèrie.